# اوکستار
اُوکستار (به انگلیسی: OAKSTAR)، برنامهٔ پنهانی نظارت بر اینترنت است که توسط آژانس امنیت ملی ایالات متحده آمریکا مدیریت می‌شود. اسرار این برنامه در سال ۲۰۱۳ میلادی توسط ادوارد اسنودن افشا شد. اُوکستار یک برنامه‌ چتری است که کار آن نظارت بر مخاطبان اینترنت مخابرات است. این برنامه بخشی از «آپ استریم کالکشن» به‌شمار می‌رود؛ به این معنا که داده‌ها مستقیماً از کابل‌های فیبر نوری و زیرساخت‌های ارتباطی سطح پایین دریافت می‌شوند. برنامه‌های آپ استریم کالکشن، اجازه دسترسی به حجم بسیار بزرگی از داده را می‌دهند و بیشتر انتخاب‌ها، پیش از فرستاده شدن به آژانس امنیت ملی، توسُط خودرسانده‌های خدمات اینترنتی انجام می‌شوند.

## نمادگرها
اوکستار، نمادگرهای کنش شنود الکترونیک زیر را در بر می‌گیرد:
| نمادگر            | نام صوری       | وضعیت حقوقی                                                                | هدف‌های اصلی                                                          | گونه اطلاعات گردآوری شده                                                             | ملاحظات                                                                                     |
| US-3206 (PDDG:6T) | MONKEYROCKET   | فرمان اجرایی ۱۲۳۳۳                                                         | مبارزه با تروریسم در خاور میانه، اروپا و آسیا                        | فراداده و درونمایه اطلاعات شبکه دیجیتال                                              | انتظار می‌رفت که «نقاط دسترسی خارجی» در بهار ۲۰۱۲ راه بیفتد.                                 |
| US-3217 (PDDG:MU) | SHIFTINGSHADOW |                                                                            | ارتباطات افغانستان: گروه ام‌تی‌ان افغان، شبکه جی‌اس‌ام روشن، افغان بیسیم | فراداده ثبت کننده اطلاعات ارتباطی، شنود گفتگو، "زمان حرکت سیگنال" و موقعیت جغرافیایی | «نقاط دسترسی خارجی»                                                                         |
| US-3230 (PDDG:0B) | ORANGECRUSH    |                                                                            | "قرار است از کار بیفتد"                                              | صدا، فکس، ثبت کننده اطلاعات ارتباطی، اطلاعات شبکه دیجیتال و فراداده                  | «نقاط دسترسی خارجی به وسیله PRIMECANE و شخص ثالث»، در هنگام معرفی منبع، راه‌اندازی نشده است. |
| US-3247 (PDDG:PJ) | YACHTSHOP      |                                                                            | فراداده اطلاعات شبکه دیجیتال در سراسر جهان                           | فراداده اطلاعات شبکه دیجیتال در سراسر جهان                                           | «دسترسی با همکاری BLUEANCHOR» که به مارینا پایان یافت.                                      |
| US-3251           | ORANGEBLOSSOM  |                                                                            |                                                                      |                                                                                      |                                                                                             |
| US-3273 (PDDG:SK) | SILVERZEPHYR   | سازمان جابه‌جا کننده و متمم‌های لایحه ۲۰۰۸ لایحه نظارت بر اطلاعات خارجی ۱۹۷۸ | مرکز و جنوب آمریکای لاتین                                            | صدا، فکس، ثبت کننده اطلاعات ارتباطی، اطلاعات شبکه دیجیتال و فراداده                  | «نقطه دسترسی شبکه با همکاری STEELKNIGHT»                                                    |
| US-3277           | BLUEZEPHYR     |                                                                            |                                                                      |                                                                                      |                                                                                             |
| US-3354           | COBALTFALCON   |                                                                            |                                                                      |                                                                                      |                                                                                             |

### نکته‌ها
فَرض شده  که نمادگرهای کنش شنود الکترونیک بر پایه بخش ۷۰۲ متمم‌های لایحه ۲۰۰۸، لایحه نظارت بر اطلاعات خارجی ۱۹۷۸ کار می‌کنند؛ مگر اینکه خلاف آن تشخیص داده شود.
سازمان جابه‌جا کننده: یک سازمان قضایی است که ارتباطی را که از کشور ایالات متحده آمریکا می‌گذرد گردآوری می‌کند؛ حتی اگر هر دو سر آن در خارج از کشور ایالات متحده آمریکا باشد.

## نگارخانه

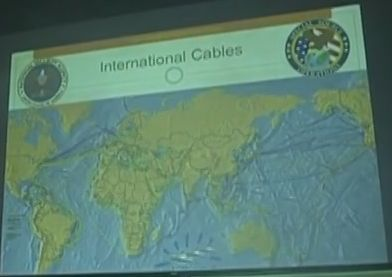
آپ استریم کالکشن: نقشه کابل‌های بین‌المللی
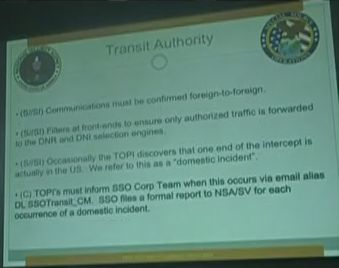
آپ استریم کالکشن: سازمان جابجا کننده
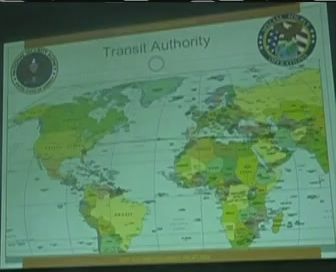
آپ استریم کالکشن: نقشه سازمان جابجا کننده
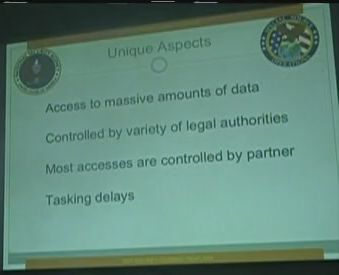
آپ استریم کالکشن: مباحث ویژه
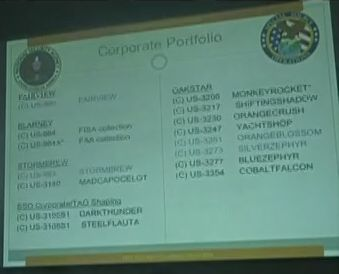
آپ استریم کالکشن: نمونه‌کار همکاری با شرکت‌ها
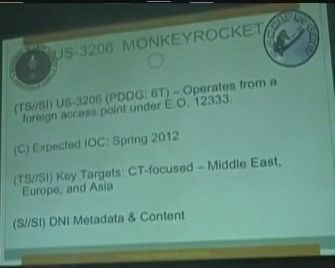
اوکستار: نمادگر کنش شنود الکترونیک MONKEYROCKET
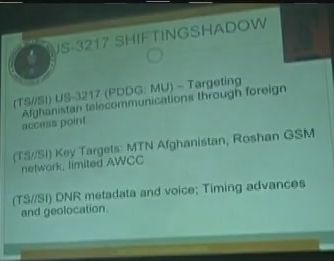
اوکستار: نمادگر کنش شنود الکترونیک SHIFTINGSHADOW
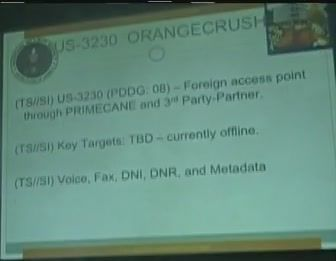
اوکستار: نمادگر کنش شنود الکترونیک ORANGECRUSH
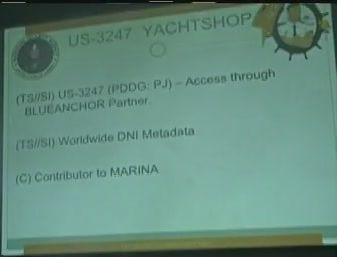
اوکستار: نمادگر کنش شنود الکترونیک YACHTSHOP
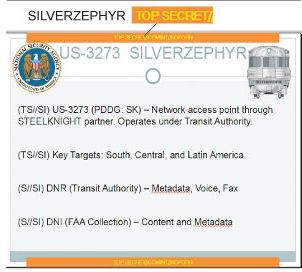
اوکستار: نمادگر کنش شنود الکترونیک SILVERZEPHYR